# Gabriel Bataille
Gabriel Bataille (Brie, 1575 – Párizs, 1630. december 17.) francia zeneszerző, költő és lantművész. Medici Mária és Ausztriai Anna francia királynék udvari zenésze. Számos baletthez írt zenét. Halála után fia, Gabriel (1615–1676) vette át az állását Ausztriai Anna szolgálatában, egészen a királyné 1666-ban bekövetkezett haláláig.